# Rairema (Liurai)
Rairema (Rai-Rema) ist eine osttimoresische Aldeia im Suco Liurai (Verwaltungsamt Aileu, Gemeinde Aileu). 2015 lebten in der Aldeia 728 Menschen.

## Geographie und Einrichtungen
Die Aldeia Rairema liegt im Südosten des Sucos Liurai. Nördlich liegt die Aldeia Coulaudo, nordwestlich die Aldeia Raimanso, westlich die Aldeia Quirilelo und südwestlich die Aldeia Fatubessi. Im Nordosten grenzt Rairema an den Suco Lahae und im Osten und Südosten an den Suco Fatubossa. Der Fluss Ormoi entspringt in Rairema und fließt nach Osten, wo er in den Grenzfluss Daisoli mündet. Die Flüsse gehören zum System des Nördlichen Laclos.
Durch den Nordwesten führt eine Straße, an der der Ort Rairema liegt. Hier befindet sich die Kapelle Nossa Senhora de Lurdes und das Haus des Chefe de Aldeia. Die Straße verläuft dann grob entlang der Westgrenze nach Süden zum Ort Hatu Makasak, wo sich die Grundschule Rairema und der Gesundheitsposten Rairema befinden. Weiter nach Süden zweigt eine Seitenstraße nach Osten in die Mitte Rairemas ab, wo sich ein weiteres Dorf befindet. Während die Straße im Süden von der Grenze nach Westen in die Aldeia Fatubessi abzweigt, führt eine zweite Abzweigung in den Süden Rairemas zum Weiler Hoholau.

## Politik
2023 wurde Mateus Soares zum Chefe de Aldeia gewählt.